# Антиох VI Дионис Эпифан
Антио́х VI Диони́с Эпифан (ок. 148 до н. э. — 138 до н. э.) — малолетний правитель государства Селевкидов. Сын Александра I Баласа и Клеопатры Теи.
Антиох находился у Емалкуя Аравитянина до того как Диодот Трифон забрал его к себе. Скорее всего Емалкуй получил мальчика от его отца, Александра, когда тот бежал в Аравию.
Фактически Антиох не правил, так как в 145 году до н. э. он был провозглашён Диодотом Трифоном царём в противовес Деметрию II Никатору. В 142 году до н. э. Диодот Трифон свергнул Антиоха и стал единолично управлять страной.
Однако в 138 году до н. э. было объявлено, что Антиох болен и требуется хирургическая операция, которая, предположительно, была использована для сокрытия его убийства узурпатором.